# Fyrås
Fyrås är en by i Hammerdals distrikt (Hammerdals socken) i Strömsunds kommun, Jämtlands län. De tätbebyggda delarna av byn har avgränsats till en småort. Fyrås ligger strax nordväst om byarna Solberg och Viken. Dessa två byar, som också ibland räknas till Fyrås, gränsar i sin tur till Fyrsjön.

## Befolkningsutveckling
| Befolkningsutvecklingen i Fyrås 1955–2015 | Befolkningsutvecklingen i Fyrås 1955–2015 | Befolkningsutvecklingen i Fyrås 1955–2015 | Befolkningsutvecklingen i Fyrås 1955–2015 | Befolkningsutvecklingen i Fyrås 1955–2015 |
| ----------------------------------------- | ----------------------------------------- | ----------------------------------------- | ----------------------------------------- | ----------------------------------------- |
|                                           |                                           |                                           |                                           |                                           |
| År                                        |                                           |                                           | Folkmängd                                 |                                           |
| 1955                                      | 1955                                      |                                           | 408                                       |                                           |
| 1960                                      | 1960                                      |                                           | 372                                       |                                           |
| 1965                                      | 1965                                      |                                           | 303                                       |                                           |
| 1970                                      | 1970                                      |                                           | 235                                       |                                           |
| 1975                                      | 1975                                      |                                           | 173                                       |                                           |
| 1980                                      | 1980                                      |                                           | 154                                       |                                           |
| 1985                                      | 1985                                      |                                           | 152                                       |                                           |
| 1990                                      | 1990                                      |                                           | 154                                       |                                           |
| 1996                                      | 1996                                      |                                           | 145                                       |                                           |
| 2000                                      | 2000                                      |                                           | 118                                       |                                           |
| 2006                                      | 2006                                      |                                           | 136                                       |                                           |
| 2010                                      | 2010                                      |                                           | 125                                       |                                           |
|                                           |                                           |                                           |                                           |                                           |